# Jan Michalski (chemik)
Jan Michalski (ur. 7 czerwca 1920 w Łodzi, zm. 14 listopada 2016) – polski chemik, specjalista z zakresu chemii i stereochemii związków fosforoorganicznych.

## Życiorys
W 1938 roku rozpoczął studia chemiczne na Politechnice Warszawskiej. Po wybuchu wojny kontynuował naukę na tajnych kompletach Politechniki i Uniwersytetu w Warszawie. W 1945 roku  ukończył studia na Uniwersytecie Jagiellońskim i objął asystenturę w Katedrze Chemii Organicznej organizującej się Politechniki Łódzkiej. W latach 1947-1950 przebywał na Uniwersytecie w Cambridge, gdzie uzyskał stopień doktora pod kierunkiem przyszłego laureata nagrody Nobla, Sir Alexandra R. Todda. Od 1953 członek PZPR.
Po powrocie do Politechniki Łódzkiej w 1950 roku rozpoczął prace nad kształtowaniem własnej tematyki i budowaniem zespołu naukowego. W 1958 roku uzyskał tytuł profesora nadzwyczajnego, a w 1964 profesora zwyczajnego. W latach 1965-1970 kierował Katedrą Syntezy Organicznej, a następnie Instytutem Chemii Organicznej Wydziału Chemicznego Politechniki Łódzkiej. W latach 1968-1970 pełnił funkcję dziekana Wydziału Chemicznego. W latach 1971-1990 był organizatorem oraz pierwszym dyrektorem Centrum Badań Molekularnych i Makromolekularnych PAN w Łodzi.
Jego badania naukowe dotyczyły chemii i stereochemii związków fosforoorganicznych w powiązaniu z chemią siarki, selenu, krzemu i fluoru. Wraz ze współpracownikami z Politechniki Łódzkiej i CBMiM PAN stworzył Łódzką Szkołę Chemii Fosforu, która wywarła wpływ na rozwój tej dziedziny w kraju i zagranicą. Jest autorem ponad 400 oryginalnych prac naukowych i 37 patentów. Wypromował 29 doktorów.
W 1977 roku został wybrany członkiem Biura Międzynarodowej Unii Chemii Czystej i Stosowanej (IUPAC). W latach 1979-1981 był członkiem Komitetu Wykonawczego IUPAC. W 1969 roku został członkiem rzeczywistym Polskiej Akademii Nauk. Był także zagranicznym członkiem Francuskiej Akademii Nauk i Berlińskiej Akademii Nauk. Uzyskał tytuł Professorial Fellowship of Churchill College (Cambridge) oraz był członkiem Royal Society of Chemistry (FRSC). Za zasługi naukowe i organizacyjne otrzymał w 1987 roku tytuł doktora honoris causa Politechniki Łódzkiej.
Został odznaczony Medalem Jędrzeja Śniadeckiego Polskiego Towarzystwa Chemicznego (1976), im. M. Kopernika Polskiej Akademii Nauk oraz Medalem Miasta Paryża za szczególne zasługi naukowe. Odznaczony Krzyżem Komandorskim z Gwiazdą Orderu Odrodzenia Polski oraz Złotym Medalem „Za zasługi dla obronności kraju”.

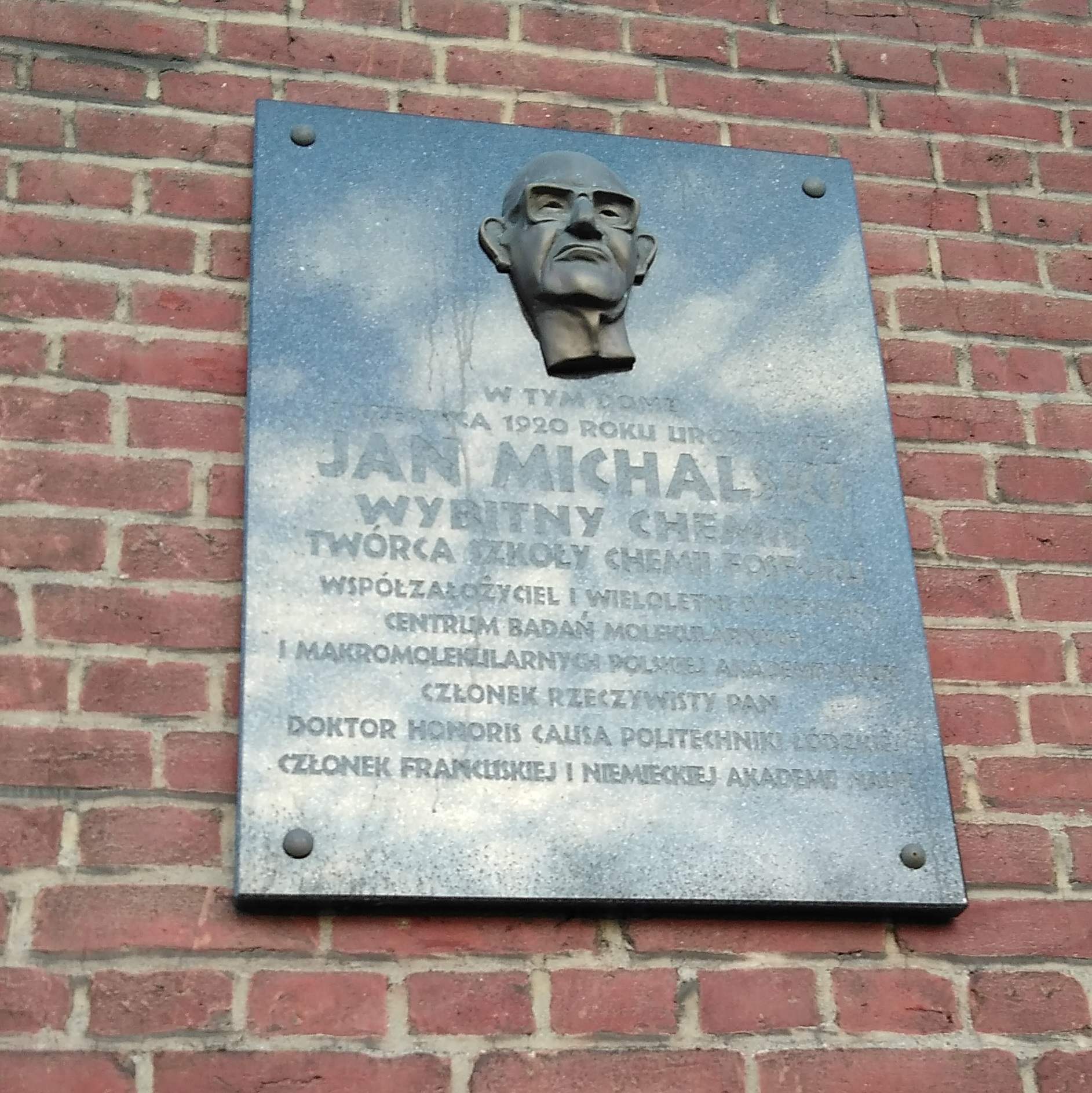
Tablica w Łodzi (ul. Tylna 1) upamiętniająca Jana Michalskiego.

Jego żona była prof. Maria Michalska z domu Wejchert, zmarła 29 sierpnia 2020 w wieku 97 lat.

## Upamiętnienie
W 2018 r. w Łodzi (ul. Tylna 1) odsłonięto tablicę pamiątkową Jana Michalskiego.